# Neuron czuciowy
U kręgowców, neurony czuciowe to neurony, które wychodzą swoimi wypustkami z włókien mięśniowych i tworzą synapsy z rdzeniem kręgowym lub pniem mózgu. W łuku odruchowym bodźce są przekazywane neuronami czuciowymi do neuronów pośredniczących, skąd odpowiedź na nie jest przesyłana neuronem motorycznym do komórki efektora.

Przeczytaj ostrzeżenie dotyczące informacji medycznych i pokrewnych zamieszczonych w Wikipedii.